# The Only Game in Town
The Only Game in Town is een Amerikaanse dramafilm uit 1970 onder regie van George Stevens.

## Verhaal
Fran Walker is een revuemeisje in Las Vegas. Ze heeft een relatie met zakenman Thomas Lockwood, die zich niet aan zijn belofte houdt om te scheiden van zijn vrouw. Ze wordt verliefd op de gokker Joe Grady en gaat samenwonen met hem, hoewel ze als stel niet bij elkaar passen. Wanneer Thomas eindelijk weggaat bij zijn vrouw, moet Fran een keuze maken.

## Rolverdeling
| Acteur           | Personage       |
| ---------------- | --------------- |
| Elizabeth Taylor | Fran Walker     |
| Warren Beatty    | Joe Grady       |
| Charles Braswell | Thomas Lockwood |
| Hank Henry       | Tony            |
| Olga Valéry      | Prostituee      |